# Lolium perenne
Il loietto perenne o loglio (Lolium perenne L., 1753) è una pianta angiosperma monocotiledone della famiglia delle Poacee.

## Distribuzione e habitat
La specie è diffusa in Macaronesia, Europa, Africa del nord e Asia occidentale.
Si trova in ambienti freschi e fertili. È sensibile alla siccità e alle basse temperature.

## Coltura
La specie presenta una elevata velocità di insediamento; la semina  può avvenire in primavera, se consociata a leguminose o a fine estate (non oltre metà settembre) se in purezza.
La coltura necessita di concimazioni azotate di 30–60 kg/ha all'impianto e di 100–200 kg/ha negli anni successivi.

## Usi
Utilizzata per i campi da calcio, è una specie tipicamente pascolata in quanto mostra una vegetazione bassa e densa con buon ricaccio e accestimento.